# Центральное отделение совхоза имени Ленина
Центра́льное отделе́ние совхо́за и́мени Ле́нина — деревня в Мордовском районе Тамбовской области России. Входит в Новопокровский поссовет. До 2014 года была центром Ленинского сельсовета.

## География
Находится в 75 км к юго-западу от Тамбова, в 18 км к северу от районного центра Мордово.
Расположена вблизи следующих населённых пунктов:
- Шульгино,
- Политотдел,
- Михайловка,
- Мельгуны.

## Население
| 2002 | 2010 |
| ---- | ---- |
| 842  | ↘763 |

Согласно результатам переписи 2002 года, в национальной структуре населения русские составляли 97 % от жителей.

## История

### Предыстория
Хозяйственная деятельность на территории занимаемой ныне Совхозом имени В. И. Ленина велась довольно давно. На протяжении XVIII—XIX вв. эти земли возделывали крестьяне сёл Шульгино и Новопокровское (Мельгуново). В 1885-м году местность принадлежала графу Орлову-Давыдову, который в 1908 году построил через эту территорию узкоколейку, связывающую Новопокровский сахарный завод и владения графа в Петровском (ныне Липецкая область). Во второй половине XIX земли к северу от современного посёлка Ленинский приобрел мелкий землевладелец Шибков. Он построил хутор — первое постоянное поселение в здешних местах и сделал запруду. Получился пруд, который и поныне называется Шибковым.
С 1918 года земли были национализированы и принадлежали Новопокровскому государственному сахарному заводу.

### Совхоз
- 1929 г. — организация совхоза «Утиный». Было выделено 757 га земли, ранее принадлежавших сахарному заводу. Образуются 2 отделения: Димитровское (центр — деревня Димитрово) и «Сухое».
- Совхоз вел научно-исследовательскую деятельность (конструкция и испытание машин, задействованных в выращивании и уборке сахарной свеклы), сотрудничал с Всесоюзным институтом механизации сельского хозяйства (ВИМ)[9]. Здесь были сконструированы следующие образцы техники:

1. Автомотыга конструкции агронома — машиноведа Никифорова
2. Комбайн на тракторной тяге.
3. Приспособление для просева удобрений механика Филиппова (1931 г.)
4. Комбайн для очистки корней механика Завершенского (1932 г.) — поставлен на массовое производство.
5. Первый в СССР трехрядный самоходный комбайн механика Кузнецова (1959 г.)
6. Канавокопатель Смольянинова и мн. др.

- 1931 г. — открытие научного отдела ВИМ в совхозе
- 1929—1935 гг. — период активного строительства в Центральной усадьбе совхоза. Строятся мастерские, жилые дома, магазин, первое здание клуба, гостиница и др.
- 1932 г. — в Центральной усадьбе совхоза проходит первая всесоюзная конференция по механизации обработки сахарной свёклы
- 1933 г. — переименование совхоза «Утиный» в совхоз имени И. В. Сталина.
- 1933 г. — Строительство к северу от Центральной усадьбы поселка Политотдел, где был размещен политический отдел совхоза. Он выпускал газету «За большевистский совхоз».
- 1934 г. перенос в Политотдел хозяйственного центра отделения «Сухое», его переименование в Политотдельское отделение.
- 1934 г. — совхоз передан управлению «Главсахар» Наркомпищепрома СССР и его посещает А. И. Микоян.
- 1934 г. — В Центральной усадьбе совхоза проводится Всесоюзный съезд механиков-комсомольцев свеклосовхозов по механизации свеклоуборки.
- Вторая половина 1930-х гг. — главными направлениями деятельности предприятия стали выращивание сахарной свёклы и научно-исследовательская деятельность, которая не прекращалась даже в годы войны. Набирает силу стахановское движение. Ударники совхоза приглашаются на Всесоюзные конференции и мероприятия. Помимо этого развивается молочное животноводство. Близ села Шульгино строится ферма, ставшая самостоятельной хозединицей в составе совхоза (471 гол.)
- 26 августа 1948 г. — решением совета министров СССР организована Центрально-чернозёмная машиноиспытательная станция на базе совхоза имени И.В Сталина. Работники МИС оставили серьёзный культурный след в истории посёлка. Её перенесли в Курскую область в 1953 г.
- 1949 г. — совхоз получает статус элитно-семеноводческого.
- 1950 г. — совхоз выведен из подчинения «Главсахару» и стал подчиняться Сортово-семеноводческому Управлению по сахарной свёкле министерства сельского хозяйства СССР, хотя научно-исследовательская деятельность продолжала вестись.
- 1954 г. — в совхозе появился первый самоходный комбайн. Поступили стогометатели, грейдера, скрепера.
- 1959 г. — совхоз переходит в подчинение Всесоюзному НИИ сахарной свёклы.
- 1960 г. — присоединение к совхозу имени И. В. Стали колхоза «Мировой октябрь». Организация Петровского и Павловского отделений. Переименование совхоза им. Сталина в совхоз им. В. И. Ленина.
- 1960 — 80 -ые гг. — Большой упор стал делаться на развитие животноводства. Были выбраны два направления: молочное животноводство и свиноводство. Постоянно велась селекционная работа. Ведется строительство новых СТФ в Политотделе (6000 гол) и МТФ в Политотделе и Павловке.
- 1985 г. — введение в совхозе хозрасчета, а позже аренды.
- 1980-е гг. — механизация труда сезонниц (механизирован на 95 %), механизация труда доярок (введение доильных аппаратов и т. д.).
- 1993 г. — окончание работ по внедрению в совхозе поточно-цеховой системы производства молока. В ферме Политотдела был размещен родильный цех и цех раздоя. Цех по производству молока разместили на Павловской ферме.
- 1970 — 90-е гг. — ведется активное жилищное строительство в Центральной усадьбе совхоза. Туда переселяются многие жители окружающих сел
- 2003 г. — совхоз имени В. И. Ленина становится Госсемхозом имени В. И. Ленина. В предприятии наступает кризисная ситуация. Вскоре оно лишается статуса элитно-семеноводческого.
- 2007 г. — Госсемхоз имени В. И. Ленина переходит в подчинение Тамбовского НИИСХ Россельхозакадемии.
- 2013 г. — в отношении предприятия была оформлена процедура банкротства, имущественный комплекс и права на аренду земли (практически вся территория в границах Ленинского сельского совета Мордовского района) проданы ЗАО «Агрокомплекс Пачелма» (Пензенская обл.)

## Достопримечательности
- Школа свх имени В. И. Ленина была построена совхозом в 1970-м году. Работает до сих пор как Ленинский филиал МБОУ «Новопокровская СОШ»
- Ленинский сДК был построен совхозом в 1950-м году. Хор клуба носит звание народный. А художественная самодеятельность в СДК имеет давнюю и славную историю. Много лет существовал народный театр под руководством Варвары Иосифовны Тардовой. Ленинцами были поставлены такие пьесы, как «Трибунал» по А.Макаёнку, «Медведь» А. П. Чехова и мн. др.
- В Центральном отделении совхоза имени В. И. Ленина установлены памятник Владимиру Ильичу Ленину и памятник павшим в годы Великой Отечественной войны.